# بتوووم!
بتوووم! (به ژاپنی: BTOOOM!‎، ブトゥーム! Butūmu!‎) یک مجموعه مانگا ژاپنی که توسط جونیا اینوئه نوشته و طراحی شده‌است و ابتدا توسط انتشارات شینچوشا از ژوئن ۲۰۰۹ در مجله ویکلی کمیک بانچ، و بعدها تا سال ۲۰۱۸ در ماهنامه کمیک بانچ منتشر می‌شد. یک مجموعه تلویزیونی انیمه ۱۲ قسمتی نیز توسط استودیو مدهاوس بر پایه ۵۰ جلد اول نسخه مانگا و به کارگردانی کوتونو واتانابه دستمایه اقتباس قرار گرفت که اولین بار در ۴ اکتبر ۲۰۱۲ از شبکه توکیو ام‌ایکس پخش شده و تا ۲۰ دسامبر ۲۰۱۲ ادامه داشت.

## داستان
داستان مجموعه درباره پسری ۲۲ ساله به نام ساکاموتو ریوتا است که با مادرش زندگی می‌کند و تمام طول روز به غیر از انجام بازی‌های ویدئویی، به هیچ کار دیگری نمی‌پردازد. در دنیای واقعی شاید هیچ چیز خاصی نداشته باشد، ولی در دنیای مجازی یکی از برترین بازیکنان یک بازی مبارزه‌ای به نام بتوووم! می‌باشد. در یکی از روزها به یکباره از خواب بلند شده و خود را در جزیره‌ای ناشناخته می‌یابد و در مورد اینکه چگونه به این مکان آمده هیچ چیزی به خاطر ندارد. هنگام کاوش در جزیره، شخص مرموزی را در دور دست‌ها می‌بیند و از او تقاضای کمک می‌کند. اما در عوض آن مرد با پرت کردن شیء به نام «بیم» که قابلیت انفجار داشت، به او پاسخ می‌دهد. ریوتا دو چیز را متوجه می‌شود: اول اینکه زندگی او در خطر است، و دوم اینکه در دنیای واقعی بازی مورد علاقه خود یعنی بتوووم قرار دارد. در طی بازی ریوتا با هیمیکو، دیگر بازیکن بتوووم آشنا می‌شود، که در واقع همسر او در بازی مجازی به‌شمار می‌رفت. ریوتا و دیگر بازیکنان باید برای بقا و دلیل اینکه چرا به همچین جهنمی فرا خوانده شده‌اند با یکدیگر بجنگند.